# Symtom
Symtom eller symptom (av grekiska σύμπτωμα [sýmptoma]; "tillfällighet, slump, missöde, egenskap, (sjukdoms)tecken", från σύν [syn] "samman" och πτῶμα [ptoma] "fall", jämför συμπίπτω [sympípto] sammanfaller) är ett kännetecken på eller en yttring av något (ofta något som tyder på en sjukdom eller funktionsbrist hos människor, djur eller växter).
Inom medicin är symtom huvudsakligen objektiva tecken eller förändringar, speciellt inom engelskspråkig terminologi, där det är ett uttryck för ett sjukligt eller oönskat tillstånd hos en patient, som observeras utifrån från en annan person). Ej att förväxla med besvär/klagan som är alltid patientens subjektiva upplevelse som relateras till de upplevda svårigheterna av detta tillstånd. Subjektiva upplevelser, besvär, är ej kvantifierbara  medan symtom kan mätas eller kategoriseras. Om flera olika symtom tenderar att förekomma samtidigt sägs de tillsammans utgöra ett syndrom.
Genom analys av en kombination av olika symtom och tecken ställer man en diagnos, det vill säga en hypotes om den bakomliggande orsaken, som ligger till grund för valet av vidare vård och behandling. I vissa fall används även så kallade symtomlindrande läkemedel för att dämpa just symtoms verkan under mer avgränsad tid.
Beteckningen "symtom" kan också användas på likartat sätt i andra sammanhang, till exempel om ekonomi eller samhällstillstånd och beskrivning av något igenkännbart utvecklingsmönster som symtomatiskt.
Kardinalsymtom kallas det viktigaste symtomet, huvudsymtomet, vid en sjukdom  . Exempelvis är kardinalsymtomen för depression nedstämdhet och avsaknad eller nedsatt intresse för aktiviteter.